# Парламентские выборы в Великобритании (1929)
Парламентские выборы в Великобритании 1929 года состоялись в четверг 30 мая и стали тридцать четвёртыми парламентскими выборами в истории Великобритании и первыми после Пятой парламентской реформы 1928 года, которая уравняла в избирательных правах женщин с мужчинами, предоставив право голоса всем женщинам старше 21 года, независимо от владения имуществом. Парламент был распущен 10 мая.
Выборы привели к подвешенному парламенту. Лейбористская партия бывшего премьер-министра Рамси Макдональда впервые в своей истории получила большинство мест в Палате общин, несмотря на то, что получила меньше голосов, чем Консервативная партия во главе с действующим премьер-министром Стэнли Болдуином. Либеральная партия, снова возглавляемая бывшим премьер-министром Дэвидом Ллойд Джорджем, несколько улучшила своё положение после катастрофического результата выборов 1924 года и сохранила баланс сил, но не смогла вернуть себе статус одной из двух ведущих партий Великобритании, который был у неё с момента основани и до Первой мировой войны.
Выборы 1929 года стали первыми, в которых участвовала недавно сформированная валлийская националистическая Партия Уэльса, и последними до 1983 года, когда третья партия набрала более одной пятой голосов избирателей.

## Политическая ситуация
Выборы 1929 года часто называли «выборами флэпперов», так как это были первые выборы, на которых женщины в возрасте 21—29 лет имели право голоса (благодаря Акту о народном представительстве 1928 года). Женщины старше 30 лет, имеющие определённый имущественный ценз, могли голосовать начиная с выборов 1918 года, но именно выборы 1929 года стали первыми в истории Великобритании парламентскими выборами со всеобщим избирательным правом для взрослых старше 21 года, что тогда было возрастом совершеннолетия.
Выборы проходили на фоне высокой, но относительно стабильной безработицы на уровне чуть более 10 %, забастовочная активность, за исключением 1926 года, была на низком уровне, но память о провалившейся усилиями правительства Болдуина всеобщей стачке 1926 года была ещё свежа в памяти избирателей. К 1929 году многие описывали Кабинет министров как «старый и изнурённый».
Либералы проводили кампанию под лозунгом «Мы можем победить безработицу», сделав ставку на всеобъемлющей программе общественных работ. Либеральную партию после воссоединения в 1923 году независимых либералов Асквита и национал-либералов Ллойд Джорджа с 1926 года возглавлял Ллойд Джордж и после серии побед на дополнительных выборах после 1926 года ожидалось возрождение влияния либералов. Действующие консерваторы вели кампанию под лозунгом «Безопасность прежде всего», а лейбористы — под лозунгом «Труд и нация».

## Результаты
|                                                                    |                                   |                                   |                                   |            |        |         |       |       |
| Партия                                                             | Партия                            | Лидер                             | Кандидаты                         | Голоса     | Голоса | Голоса  | Места | Места |
| Партия                                                             | Партия                            | Лидер                             | Кандидаты                         | Голоса     | %      | ± п. п. | Места | ±     |
|                                                                    | Лейбористы                        | Рамси Макдональд                  | 569                               | 8 048 968  | 37,12  | ▲ 3,81  | 287   | ▲ 136 |
|                                                                    | Консерваторы                      | Стэнли Болдуин                    | 590                               | 8,252,527  | 38,06  | ▼ 8,73  | 260   | ▼ 152 |
|                                                                    | Либералы                          | Дэвид Ллойд Джордж                | 513                               | 5 104 638  | 23,54  | ▲ 5,76  | 59    | ▲ 19  |
|                                                                    | Североирландские националисты     | Джозеф Девлин                     | 3                                 | 24 177     | 0,11   | новая   | 2     | ▲ 2   |
|                                                                    | Шотландские прогибиционисты       | Эдвин Скримджер                   | 1                                 | 25 037     | 0,12   | ▲ 0,03  | 1     | ▬     |
|                                                                    | Ирландские националисты           | Т. П. О’Коннор                    | 1                                 | 0          | —      | н/д     | 1     | ▬     |
|                                                                    | Независимые лейбористы            | Нил Маклин                        | 4                                 | 20 825     | 0,10   | ▲ 0,09  | 1     | ▲ 1   |
|                                                                    | Коммунисты                        | Гарри Поллит                      | 25                                | 47 554     | 0,22   | ▼ 0,10  | 0     | ▼ 1   |
|                                                                    | Независимые консерваторы          |                                   | 8                                 | 46 278     | 0,21   | новая   | 0     | ▬     |
|                                                                    | Независимые либералы              |                                   | 2                                 | 17 110     | 0,08   | ▲ 0,06  | 0     | ▬     |
|                                                                    | Шотландские националисты          | Роланд Мюрхед                     | 2                                 | 3 313      | 0,02   | новая   | 0     | ▬     |
|                                                                    | Партия Уэльса                     | Сондерс Льюис                     | 1                                 | 609        | < 0,01 | новая   | 0     | ▬     |
|                                                                    | Независимые                       |                                   | 11                                | 94 742     | 0,44   | ▼ 0,28  | 4     | ▲ 2   |
|                                                                    | Всего                             | Всего                             | 1730                              | 21 685 779 | 100    | ▬       | 615   | ▬     |
|                                                                    | Избирателей зарегистрировано/Явка | Избирателей зарегистрировано/Явка | Избирателей зарегистрировано/Явка | 28 854 748 | 76,03  | ▼ 0,74  |       |       |
| Источник: UK Election Results и Election Statistics: UK 1918—2007. |                                   |                                   |                                   |            |        |         |       |       |

Голоса
| Голоса избирателей (%) | Голоса избирателей (%) | Голоса избирателей (%) | Голоса избирателей (%) | Голоса избирателей (%) |
| ---------------------- | ---------------------- | ---------------------- | ---------------------- | ---------------------- |
| Консерваторы           |                        |                        | 38.06 %                |                        |
| Лейбористы             |                        |                        | 37.12 %                |                        |
| Либералы               |                        |                        | 23.54 %                |                        |
| Другие                 |                        |                        | 1.28 %                 |                        |

Места
| Места в парламенте (%) | Места в парламенте (%) | Места в парламенте (%) | Места в парламенте (%) | Места в парламенте (%) |
| ---------------------- | ---------------------- | ---------------------- | ---------------------- | ---------------------- |
| Лейбористы             |                        |                        | 46.67 %                |                        |
| Консерваторы           |                        |                        | 42.28 %                |                        |
| Либералы               |                        |                        | 9.59 %                 |                        |
| Другие                 |                        |                        | 1.46 %                 |                        |

### Результаты выборов в Шотландии

Результаты выборов в Палату общин Великобритании 1929 года в Шотландии
Лейбористы — 36 мест
Юнионистская партия (Шотландия) — 22 места
Либералы — 14 мест
Шотландская прогибиционистская партия — 1 место

В Палате общин Великобритании Шотландию представляли в общей сложности 74 депутата. Из них 71 избирался в территориальных округах, включавших 32 избирательных округа бургов и 38 избирательных округов графств. В территориальных округах использовалась система относительного большинства с одним победителем. Также был многомандатный университетский избирательный округ Объединённые шотландские университеты, в котором избирали 3 членов парламента с использованием системы единого передаваемого голоса. Поскольку избиратели в университетском округе голосовали по другой системе, и в дополнение к их территориальному голосованию, результаты составляются отдельно.
Результаты выборов в Шотландии показали резкий поворот в сторону Лейбористской партии во главе с Рамси Макдональдом, уроженцем Шотландии (хотя сам он в 1929 году был избран в парламент от Сихема в графстве Дарем). Эти результаты последовали за общим поворотом в сторону лейбористов на этих выборах. Консерваторы на этот раз выступили неудачно, потеряв более 16 мест из 38, либералы смогли немного улучшить свои позиции, получив дополнительно 5 мест.
Из малых партия по прежнему преуспела только Шотландская партия сухого закона, лидер которой, Эдвин Скримджер, смог в четвёртый раз подряд избраться в Данди. В объединённом университетском округе вновь были избраны два юниониста и один либерал.
| Партия | Партия                                 | Лидер              | Голоса    | Голоса | Голоса | Места | Места |
| Партия | Партия                                 | Лидер              | Голоса    | %      | +/-    | Места | +/-   |
| ------ | -------------------------------------- | ------------------ | --------- | ------ | ------ | ----- | ----- |
|        | Лейбористская партия                   | Рамси Макдональд   | 937 300   | 41,79  | ▲ 1,19 | 36    | ▲ 10  |
|        | Юнионистская партия                    | Стэнли Болдуин     | 792 063   | 35,31  | ▼ 4,77 | 20    | ▼ 16  |
|        | Либеральная партия                     | Дэвид Ллойд Джордж | 407 081   | 18,15  | ▲ 1,46 | 13    | ▲ 5   |
|        | Шотландская партия сухого закона       | Эдвин Скримджер    | 25 037    | 1,12   | ▼ 0,27 | 1     | ▬     |
|        | Коммунистическая партия Великобритании | Гарри Поллит       | 27 114    | 1,21   | ▲ 0,28 | 0     | ▬     |
|        | Национальная партия Шотландии          | Роланд Мюрхед      | 3 313     | 0,15   | новая  | 0     | ▬     |
|        | Другие                                 |                    | 51 033    | 2,28   | ▲ 1,43 | 1     | ▲ 1   |
| Всего  | Всего                                  | Всего              | 2 242 941 | 100    |        | 71    | ▬     |

| Народное голосование (%) | Народное голосование (%) | Народное голосование (%) | Народное голосование (%) | Народное голосование (%) |
| ------------------------ | ------------------------ | ------------------------ | ------------------------ | ------------------------ |
| Лейбористы               |                          |                          | 41.79 %                  |                          |
| Юнионисты                |                          |                          | 35.31 %                  |                          |
| Либералы                 |                          |                          | 18.15 %                  |                          |
| Другие                   |                          |                          | 4.75 %                   |                          |

| Места в Палате общин от Шотландии (%) | Места в Палате общин от Шотландии (%) | Места в Палате общин от Шотландии (%) | Места в Палате общин от Шотландии (%) | Места в Палате общин от Шотландии (%) |
| ------------------------------------- | ------------------------------------- | ------------------------------------- | ------------------------------------- | ------------------------------------- |
| Лейбористы                            |                                       |                                       | 48.65 %                               |                                       |
| Юнионисты                             |                                       |                                       | 29.73 %                               |                                       |
| Либералы                              |                                       |                                       | 18.92 %                               |                                       |
| Прогибиционисты                       |                                       |                                       | 1.35 %                                |                                       |
| Независимые лейбористы                |                                       |                                       | 1.35 %                                |                                       |

### Результаты выборов в Северной Ирландии
Выборы в британскую Палату общин 1929 года в Северной Ирландии прошли в десяти избирательных округах, семи одномандатных с избранием по системе системе относительного большинства с одним победителем и трёх двухмандатных по системе множественного блочного голосования. В выборах 1929 года вновь приняла участие Националистическая партия Джозефа Девлина, вернув себе два места в двухмандатном округе Фермана и Тирон, тем самым нарушив монополию ольстерских юнионистов. Безальтернативно были избраны 4 депутата: два ирландских националиста и два ольстерских юниониста.
| Партия | Партия                  | Лидер         | Кандидаты | Голоса  | Голоса | Голоса  | Места | Места |
| Партия | Партия                  | Лидер         | Кандидаты | Голоса  | %      | +/-     | Места | +/-   |
| ------ | ----------------------- | ------------- | --------- | ------- | ------ | ------- | ----- | ----- |
|        | Ольстерские юнионисты   | Джеймс Крейг  | 13        | 247 291 | 69,13  | ▼ 11,60 | 11    | ▼ 2   |
|        | Ирландские националисты | Джозеф Девлин | 3         | 24 177  | 6,76   | новая   | 2     | ▲ 2   |
|        | Ольстерские либералы    |               | 6         | 61 192  | 17,11  | новая   | 0     | ▬     |
|        | Независимые юнионисты   |               | 2         | 25 057  | 7,01   | ▲ 6,86  | 0     | ▬     |
| Всего  | Всего                   | Всего         | 24        | 357 717 | 100    |         | 13    | ▬     |

| Народное голосование (%) | Народное голосование (%) | Народное голосование (%) | Народное голосование (%) | Народное голосование (%) |
| ------------------------ | ------------------------ | ------------------------ | ------------------------ | ------------------------ |
| Ольстерские юнионисты    |                          |                          | 69.13 %                  |                          |
| Ольстерские либералы     |                          |                          | 17.11 %                  |                          |
| Независимые юнионисты    |                          |                          | 7.01 %                   |                          |
| Ирландские националисты  |                          |                          | 6.76 %                   |                          |

| Места в Палате общин от Северной Ирландии (%) | Места в Палате общин от Северной Ирландии (%) | Места в Палате общин от Северной Ирландии (%) | Места в Палате общин от Северной Ирландии (%) | Места в Палате общин от Северной Ирландии (%) |
| --------------------------------------------- | --------------------------------------------- | --------------------------------------------- | --------------------------------------------- | --------------------------------------------- |
| Ольстерские юнионисты                         |                                               |                                               | 84.62 %                                       |                                               |
| Ирландские националисты                       |                                               |                                               | 15.38 %                                       |                                               |

## После выборов
После поражения на выборах Болдуин ушёл в отставку, и Макдональд снова сформировал правительство меньшинства с периодической поддержкой либералов. Второе правительство Макдональда занимало более сильную парламентскую позицию, чем первое, и смогло провести ряд прогрессивных реформ. Был увеличен размер пособия по безработице, приняты закон о повышении заработной платы и улучшении условий в угольной промышленности, Закон о жилье 1930 года, который был сосредоточен на ликвидации трущоб. Однако попытка принять закон о повышении возраста окончания школы до 15 лет была отклонена депутатами-лейбористами из числа католиков, которые опасались усиления контроля местных властей над религиозными школами.
Правительство Макдональда не смогло дать эффективного ответа на экономический кризис, последовавший за крахом фондового рынка осенью 1929 года. В результате, к концу 1930 года безработица удвоилась и превысила 2,5 миллиона человек. Борясь с кризисом и его последствиями, правительство пытались достичь противоречивых целей: добиться сбалансированного бюджета для поддержания фунта стерлингов на золотом стандарте и сохранить помощь бедным и безработным, в то время как налоговые поступления падали. В 1931 году экономическая ситуация ухудшилась и под давлением либеральных союзников, а также консервативной оппозиции, канцлер казначейства Сноуден решил значительно сократить государственные расходы, в том числе, заработную плату в государственном секторе и, особенно, выплаты безработным, чтобы избежать дефицита бюджета.
Хотя большинство кабинета, пусть и незначительное, поддержало резкое сокращение государственных расходов, ряд старших министров, таких как Артур Хендерсон, ясно дали понять, что скорее уйдут в отставку, чем согласятся на сокращения. Столкнувшись с расколом кабинета Макдональд 24 августа 1931 года подал в отставку, но затем, по настоянию короля Георга V, согласился сформировать национальное правительство с консерваторами и либералами. Многие в Лейбористской партии посчитали это циничным шагом, совершённым Макдональдом чтобы спасти свою карьеру и обвинили его в «предательстве». Сам Макдональд, однако, утверждал, что сделал это ради общего блага. 28 августа новым лидером лейбористов стал Хендерсон, а Макдональд, Сноуден, Томас и ряд депутатов, поддержавших их, были исключены из Лейбористской партии. В ответ 15 исключённых депутатов-лейбористов сформировали свою партию, Национальную лейбористскую организацию, которая так и не смогла заручиться большой поддержкой как среди профсоюзов, так и среди избирателей. 7 октября 1931 года был распущен парламент и назначены новые выборы.

### Комментарии
1. ↑  Приведённые здесь и ниже данные голосования за Консервативную партию включают спикера Палаты общин и ольстерских юнионистов.
2. ↑  Избран без голосования как единственный кандидат.
3. ↑  Явка избирателей с учётом только округов, в которых проводилось голосование (28 521 997 избирателей). Безальтернативные выборы состоялись в 7 округах, в которых проживало 332 751 избирателя и в которых были избраны 4 консерватора и 3 ирландских националиста. См. UK Election Results и Election Statistics: UK 1918-2007.
4. ↑  Один из бургов, Данди, в парламенте представляли два депутата.
5. 1 2  Результаты только территориальных округов.
6. ↑  Независимый лейборист Нил Маклин[англ.] был избран в округе Глазго—Гован.
7. ↑  Объединены результаты территориальных и университетского округов.
8. ↑  Голоса в избирательных округах, использующих систему блочного голосования, учитываются как 0,5, поскольку каждый избиратель в этом округе имел один голос на одно место.